# WebDAV
 (енгл. Web-based Distributed Authoring and Versioning) је отворени стандард за набавку и пренос података путем рачунарских мрежа. При томе, корисници визуелно долазе до података као на сопственом рачунару.
Технички посматрано, WebDAV представља проширење постојећег протокола HTTP/1.1, без његових ограничења. Досадашњи пренос података је био ограничен на једну датотеку по упиту. Овим протоколом се омогућава преношење више датотека и/или орднера истовремено, а уз то се нуди и контрола верзије података.

## Предности
Највећа предност овог протокола се огледа у коришћењу стандардног HTTP-порта (обично 80), чиме се избјегава додатна конфигурација заштитних механизама рачунарских мрежа. При другим методама преноса података (FTP, SSH) је потребно додатно отварање портова.

## Развој
Три радне групе IETF (Internet Engineering Task Force) раде на развоју овог протокола: WebDAV Working Group, DASL Working Group и Delta-V Working Group.

## Техничка позадина протокола
Овај протокол се састоји из скупа нових метода и заглавља постојећег HTTP протокола и, вјероватно је први протокол који користи проширени језик означавања хипертекста (XML).
Нове методе:
- – Користи се за читање особина ресурса као и евентуалне структуре истих.
- – Мијења и брише више особина ресурса у једном кораку.
- – Прави нову "колекцију" (орднер).
- – Копира ресурс са једне на другу адресу.
- – Помијера ресурс са једне на другу адресу.
- – Заштићује ресурс.
- – Уклања заштиту ресурса.

Ресурс је специфичан појам у HTTP, који представља "оно на шта једна адреса (URI) показује“.